# キャスリン・パーロー
キャスリン・パーロー（Kathleen Parlow、1890年9月20日 - 1963年8月19日）は、ヴァイオリニスト。卓越した技術で知られ、「黄金の弓の貴婦人（The lady of the golden bow）」と呼ばれた。4歳でカナダを離れたが、しばしば「カナダのヴァイオリニスト」と呼ばれることもあった。

## 経歴
1890年9月20日にカナダ・ルバータ州フォート・カルガリーに生まれた。4歳のときに母親に連れられサンフランシスコに移住し住むようになった。サンフランシスコでヴァイオリンを学んだ。楽器の上達は早く、次にヴァイオリン教授のヘンリー・ホームズのレッスンを受けるようになった。その後一流のヴァイオリニストになるため、母親とともにロンドンにわたり1月1日に到着した。その後ミッシャ・エルマンのコンサートを聴いたパーロー夫妻は、エルマンの師匠であるレオポルド・アウアーに会いに行き1906年10月、パーローは外国人として初めてサンクトペテルブルク音楽院に入学。サンクトペテルブルク音楽院には45人の生徒がいたが、パーロウは唯一の女性であった。その後サンクトペテルブルクとヘルシンキでソロ・パフォーマンスを行った。ベルリンでプロデビューし、ドイツ、オランダ、ノルウェーでのツアーを開始。ツアー先のノルウェーでハーコン国王とモード王妃の前で演奏し、彼らのお気に入りのヴァイオリニストとなる。ノーベル賞受賞者ビョルン・ビョルンの息子でノルウェー人の富豪であるアイナル・ビョルンと出会い、彼女の友人であり後援者となった。ビョーンソンはパーロウのために、1735年に製作されたグァルネリウス・デル・ジェスのヴァイオリンを購入した。1910年11月、北米に戻ってツアーを行った。ニューヨーク、フィラデルフィア、モントリオール、ケベック、オタワ、キングストンで公演を行った。その後も生まれ故郷のカナダ西部に戻り、カルガリー、レジーナ、ムースジョー、サスカトゥーン、エドモントン、バンクーバー、ヴィクトリアでも公演を行った。